# جاي هوليداي
جاي هوليداي (بالإنجليزية: J. Holiday)‏ هو مغني أمريكي، ولد في 29 نوفمبر 1984 في واشنطن العاصمة في الولايات المتحدة.

## وصلات خارجية
- جاي هوليداي على موقع IMDb (الإنجليزية)
- جاي هوليداي على موقع ميوزك برينز (الإنجليزية)
- جاي هوليداي على موقع ميوزك برينز (الإنجليزية)
- جاي هوليداي على موقع إن إن دي بي (الإنجليزية)
- جاي هوليداي على موقع أول ميوزيك (الإنجليزية)
- جاي هوليداي على موقع ديسكوغز (الإنجليزية)